# 조각가자리 은하군
조각가자리 은하군은 남쪽 은하극 근처에서 보이는 은하군이다. 이 은하군은 국부 은하군에 가장 가까운 은하군 중 하나이며, 우리 은하에서 이 은하군의 중심까지의 거리는 약 3.9 Mpc (12.7 Mly)이다.

## 구조

### 은하군의 중심부
조각가자리 은하 (NGC 253)와 몇몇 다른 은하들은 이 은하군의 중력적으로 묶인 중심부을 형성한다.

### 인근의 소속 의심 은하들
주변에 있는 몇몇 다른 은하들은 이 은하군과 연관되어 있을 수 있지만 중력적으로 묶여 있지 않을 수도 있다. 이 은하군에 있는 대부분의 은하들이 실제로 중력적으로 약하게 묶여 있기 때문에, 이 은하군은 은하 필라멘트로 기술될 수도 있다. 이 은하군은 은하들이 필라멘트 구조를 따라 은하군으로 계속 떨어져 들어오는 초기 진화 단계에 있는 것으로 간주된다.

## 구성원
아래 표는 I. D. 카라첸체프와 그의 동료들이 조각가자리 은하와 관련이 있다고 확인한 은하들을 나열한다.
| 이름                          | 유형        | R.A. (J2000)  | Dec. (J2000)   | 적색편이 (km/s) | 겉보기등급 |
| ----------------------------- | ----------- | ------------- | -------------- | --------------- | ---------- |
| IC 1574                       | IM(s)m      | 00h 43m 03.8s | -22° 14′ 49″   | 363 ± 4         | 15.1       |
| NGC 59                        | SA(rs)0     | 00h 15m 25.1s | -21° 26′ 39.8″ | 362 ± 10        | 13.1       |
| NGC 247                       | SAB(s)d     | 00h 47m 08.5s | -20° 45′ 37″   | 156 ± 2         | 9.9        |
| NGC 625                       | SB(s)m      | 01h 35m 04.6s | -41° 26′ 10″   | 396 ± 1         | 11.7       |
| NGC 7793                      | SA(s)d      | 23h 57m 49.8s | -32° 35′ 28″   | 227 ± 2         | 10.0       |
| PGC 2881                      | IABm        | 00h 49m 20.9s | -18° 04′ 32″   |                 | 16.5       |
| PGC 2933                      | IAB(s)m pec | 00h 50m 24.3s | -19° 54′ 24″   |                 | 16.6       |
| PGC 6430                      | IB(s)m      | 01h 45m 03.7s | -43° 35′ 53″   | 391 ± 2         | 12.7       |
| 조각가자리-dE1                | dE          | 00h 23m 51.7s | -24° 42′ 18″   |                 | 16.9       |
| 조각가자리 왜소은하 (PGC 621) | IBm         | 00h 08m 13.4s | -34° 34′ 42″   | 221 ± 6         | 15.5       |
| 조각가자리 은하 (NGC 253)     | SAB(s)c     | 00h 47m 33.1s | -25° 17′ 18″   | 243 ± 2         | 8.0        |
| UGCA 15                       | IB(s)m      | 00h 49m 49.2s | -21° 00′ 54″   | 295 ± 0         | 15.2       |
| UGCA 442                      | SB(s)m      | 23h 43m 45.5s | -31° 57′ 24″   | 267 ± 2         | 13.6       |

위 표에 사용된 은하 이름은 카라첸체프와 동료들이 사용한 이름과 다르다.

### 인근의 은하들 소속 여부
불규칙 은하 NGC 55와 나선 은하 NGC 300, 그리고 그 동반 은하들은 많은 연구자들에 의해 이 은하군의 일부로 간주되었다. 그러나 이 은하들과 하늘의 같은 영역에 있는 다른 은하들에 대한 최근 거리 측정 결과는 NGC 55, NGC 300 및 그 동반 은하들이 단순히 조각가자리 은하군과 물리적으로 관련 없는 배경 은하일 수 있음을 보여준다. 은하 NGC 24와 NGC 45는 조각가자리 은하군 근처에 위치하지만, 현재는 배경 은하로 간주된다.

## 같이 보기
- 조각가자리 은하